# Спінтроніка
Спінтро́ніка (англ. Spintronics, фр. Spintronique) — галузь електроніки, що використовує квантові властивості спіну електронів, що характеризуються двома квантовими станами (спін-угору, спін-униз). Зміна орієнтації спінів відбувається за впливу високої густини струму, що проходить через надтонкі феромагнітні структури (сендвічі). Орієнтація спінів залишається незмінною, якщо джерело поляризованого струму вимикається.

### Застосування
Спінтронні пристрої дуже широко використовуються у пристроях запам'ятовування інформації, але існують й інші застосування, такі як, генератори змінної напруги, контрольовані по струму, транзистори на ефекті поля тощо.

## Історія
Область дослідження виникла з експериментів з вивчення спін-залежного електронного транспорту в приладах з твердих тіл, які виконувались в 1980-х роках, включаючи вивчення інжекції спін-поляризованих електронів з феромагнітного металу в звичайний метал, виконаних Джонсоном (англ. Johnson) і Сілсбі (англ. Silsbee) в 1985 році, і відкриття гігантського магнітоопору  незалежно Альбером Фертом та його колегами і Пітером Грюнбергом (нім. Peter Grünberg) та його колегами в 1988 році. Витоки спінтроніки можна прослідкувати навіть раніше аж до експериментів з феромагнітного/надпровідного тунелюванню в роботах Мезервея (англ. Meservey) і Тедроу (англ. Tedrow) і в перших експериментах зі злиття магнітних тунелів у роботах Джулльєре (англ. Julliere) в 1970-х.. Використання напівпровідників у спінтроніці можна відслідкувати до теоретичної пропозиції спінового польового транзистора Датти (англ. Datta) та Даса (англ. Das) в 1990 році.

## Базові поняття
Найпростіший елемент, який пояснює принцип роботи, це два надтонкі феромагнетики різної товщини, наприклад з кобальту, розділені парамагнітним матеріалом, наприклад, з міді. Перший пласт феромагнетика служить поляризатором струму і орієнтація його магнітного моменту залишається незмінною у просторі та у часі. Інший пласт має змінну орієнтацію вектора магнітного моменту. Якщо матеріал, що розділює феромагнітні пласти, є напівпровідником, то такий спінтронний пристрій прийнято називати спіновим клапаном, якщо ж вони розділені діелектриком, то такі електронні елементи є тунельними з'єднаннями.

## Зв'язок іззонною теорією
У таких гетероструктурах джерелом спін-поляризованих електронів (спін-інжектором) є провідний феромагнетик (провідник або напівпровідник), що має в намагніченому стані спонтанну спінову впорядкованість носіїв заряду; в феромагнітних напівпровідниках досягаються рівні спінової поляризації значно більші (до 100%), ніж в металах (до 10%). В зовнішньому магнітному полі можливе зеєманівське розщеплення зони провідності в напівпровіднику з формуванням двох зеєманівських енергетичних підрівнів. При інжекції спін-поляризованих електронів у такий напівпровідник можливі керовані переходи як на верхній, так і на нижній рівні, що дає можливість створення інверсії заселення та, відповідно, генерації когерентного електромагнітного випромінювання з управлінням частотою магнітним полем.

## Інші явища
Інші ефекти виникають у джозефсонівських переходах з ізолюючим феромагнетиком: в цьому випадку можливе управління тунелюванням за допомогою зовнішнього магнітного поля.